# Maria Josef Erb
Maria Josef (även Marie-Joseph) Erb, född den 23 oktober 1858 i Strasbourg, död den 9 juli 1944 i Andlau, var en tysk musiker.
Erb var från 1880 organist, pianist och lärare vid konservatoriet i sin födelsestad Strassburg. Han har komponerat flera operor, orkesterverk, kammarmusik, mässor, piano- och orgelsaker samt sånger.